# Формула Крофтона
Формула Крофтона — класичний результат інтегральної геометрії. Пов'язує довжину кривої із середнім числом перетинів з прямими.
Названа на честь Моргана Крофтона.

## Формулювання
Нехай {\displaystyle \gamma } — плоска крива, яку можна спрямити.
Для прямої {\displaystyle l}, позначимо через {\displaystyle n_{\gamma }(l)} число точок, у яких {\displaystyle \gamma } і {\displaystyle l} перетинаются.
Ми можемо параметризувати пряму {\displaystyle l} напрямком {\displaystyle \varphi } і відстанню {\displaystyle p} від початку координат.
Тоді довжина кривої {\displaystyle \gamma } дорівнює
{\displaystyle L={\frac {1}{4}}\iint n_{\gamma }(\varphi ,p)\,d\varphi \,dp.}
При цьому диференціальна форма
{\displaystyle d\varphi \wedge dp}
інваріантна відносно рухів площини.
Таким чином, вона дає природну міру для інтегрування.